# Bottinoit
Bottinoit ist ein Mineral aus der Mineralklasse der „Oxide und Hydroxide“. Es kristallisiert im trigonalen Kristallsystem mit der chemischen Zusammensetzung Ni(H2O)6[Sb(OH)6]2 und entwickelt meist rosettenähnliche Aggregate mit einem Durchmesser von etwa 2,5 mm aus durchsichtigen, tafeligen Kristallen von hellblauer bis blaugrüner Farbe bei sehr hellblauer Strichfarbe.

## Etymologie und Geschichte
Bereits 1987 wurde in der „Bottino Mine“ nahe der italienischen Gemeinde Stazzema ein ungewöhnliches, blaugrünes Mineral entdeckt und einem der Forschergruppe um Paola Bonazzi zur Analyse überlassen. Bonazzi und die anderen Mitglieder der Gruppe, Silvio Menchetti, Andrea Caneschi und Stefano Magnanelli, konnten feststellen, dass dieses Mineral ein neues und bisher unbekanntes, wasserhaltiges Nickel-Antimon-Hydroxid war und reichten ihre Untersuchungsergebnisse 1991 zur Prüfung bei der International Mineralogical Association (IMA) ein (Registernummer: IMA 1991-029). Diese erkannte das Mineral noch im selben Jahr als eigenständig an. Auch der auf seine Typlokalität hinweisende Namen wurde akzeptiert.

## Klassifikation
In der veralteten 8. Auflage der Mineralsystematik nach Strunz war der Bottinoit noch nicht aufgeführt.
In der zuletzt 2018 überarbeiteten Lapis-Systematik nach Stefan Weiß, die formal auf der alten Systematik von Karl Hugo Strunz in der 8. Auflage basiert, erhielt das Mineral die System- und Mineralnummer IV/F.04-020. Dies entspricht der Klasse der „Oxide und Hydroxide“ und dort der Abteilung „Hydroxide und oxidische Hydrate (wasserhaltige Oxide mit Schichtstruktur)“, wo Bottinoit zusammen mit Brandholzit eine unbenannte Gruppe mit der Systemnummer IV/F.04 bildet.
Die von der International Mineralogical Association (IMA) zuletzt 2009 aktualisierte 9. Auflage der Strunz’schen Mineralsystematik ordnet den Bottinoit in die Klasse der „Oxide (Hydroxide, V[5,6]-Vanadate, Arsenite, Antimonite, Bismutite, Sulfite, Selenite, Tellurite, Iodate)“ und dort in die Abteilung „Hydroxide (ohne V oder U)“ ein. Hier ist das Mineral in der Unterabteilung „Hydroxide mit H2O ± (OH); isolierte Oktaeder“ zu finden, wo es zusammen mit Brandholzit die „Bottinoitgruppe“ mit der Systemnummer 4.FH.05 bildet.
In der vorwiegend im englischen Sprachraum gebräuchlichen Systematik der Minerale nach Dana hat Bottinoit die System- und Mineralnummer 06.03.09.01. Das entspricht der Klasse der „Oxide und Hydroxide“ und dort der Abteilung „Hydroxide und hydroxyhaltige Oxide“. Hier findet er sich innerhalb der Unterabteilung „Hydroxide und hydroxyhaltige Oxide mit (OH)3- oder (OH)6-Gruppen“ in einer unbenannten Gruppe mit der Systemnummer 06.03.09, in der auch Brandholzit eingeordnet ist.

## Bildung und Fundorte
Bottinoit bildet sich meist auf oder eingewachsen in Ullmannit in verwitterten hydrothermalen, metallischen Lagerstätten. Weitere Begleitminerale sind unter anderem Calcit, Chalkopyrit, Galenit, Sphalerit, Phlogopit, Pyrit, Quarz und Siderit.
Außer an seiner Typlokalität „Bottino Mine“ bei Stazzema konnte Bottinoit in Italien noch bei Fornovolasco in der Gemeinde Vergemoli (beide innerhalb der Apuanischen Alpen gelegen) gefunden werden. In Deutschland entdeckte man das Mineral im Sauerland (Dörnberg Mine bei Ramsbeck) und im Siegerland (Brüderbund Mine, Adler Mine, Jakobskrone Mine und Concordia Mine).
Weitere Fundorte sind Céret in Frankreich, Lanzuela (Provinz Teruel) in Spanien sowie in den Pennines (Nenthead, England) und an mehreren Fundorten in Ceredigion (Wales) im Vereinigten Königreich (Großbritannien).

## Kristallstruktur
Bottinoit kristallisiert isotyp mit Brandholzit in der Raumgruppe P3 (Raumgruppen-Nr. 143) mit den Gitterparametern a = 16,03 Å und c = 9,79 Å sowie 6 Formeleinheiten pro Elementarzelle.
Innerhalb der Kristallstruktur sind insulare Oktaeder aus Ni(H2O)6 und Oktaeder aus Sb5+(OH)6 über gemeinsam benutzte Elektronen des Wasserstoffs (H-H) miteinander verbunden.